# Тінь вампіра
Тінь вампіра (англ. Shadow of the Vampire) — фільм жахів 2000 року.

## Синопсис
У 1921 році видатний німецький режисер Фрідріх Вільгельм Мурнау зняв один з найзнаменитіших фільмів жахів — «Носферату». У глядачів холонула кров, коли вони бачили на екрані згорблений силует підступного вампіра, графа Орлока. Але незабаром їхній жах посилився, коли пішли чутки про те, що головну роль у фільмі зіграв справжній вампір, що вгамовував свій віковий голод гарячою кров'ю акторів і членів знімальної групи.

## У ролях
- Джон Малкович — Фрідріх Вільгельм Мурнау, режисер фільму «Носферату. Симфонія жаху» (1922)
- Віллем Дефо — Макс Шрек, актор («Граф Орлок» у фільмі «Носферату»)
- Кері Елвес — Фріа Арно Вагнер, оператор
- Джон Аден Гіллет — Генрік Галеєн, сценарист
- Едді Іззард — Густав фон Вангенгайм, актор («Джонатан Гаркер»)
- Удо Кір — Альбін Ґрау, продюсер, артдиректор, дизайнер костюмів; окультист
- Кетрін Маккормак — Грета Шредер, акторка («Міна Гаркер»)
- Ронан Віберт — Вольфганг Мюллер
- Ніколас Елліот — Пол
- Софі Ланжевен — Елке
- Міріам Мюллер — Марія